# Sarcofago di Caius Bellicus Natalis Tebanianus
Il sarcofago di Caius Bellicus Natalis Tebanianus è il più antico sarcofago romano databile con una certa esattezza (dopo gli sparuti esempi repubblicani e dopo il problematico sarcofago Caffarelli forse di età giulio-claudia). Risale all'inizio del II secolo ed è conservato al Camposanto monumentale di Pisa.

## Descrizione
Il sarcofago, proveniente forse da Roma, è significativo perché è la più antica testimonianza della ripresa dell'inumazione nel mondo romano a partire dal tardo I secolo d.C., su probabile suggestione delle influenze orientali che portavano a Roma filosofie religiose escatologiche. I prototipi dell'Asia Minore però erano scolpiti su quattro lati, per l'usanza di collocarli al centro delle camere funerarie, mentre i sarcofagi di produzione romana erano solitamente scolpiti su tre lati soltanto, come questo sarcofago, per l'usanza di allinearli lungo le pareti. 

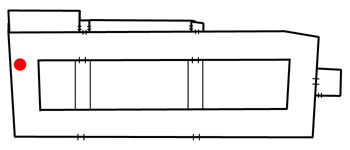
Collocazione del sarcofago nel Campo Santo

L'iscrizione sul sarcofago (CIL XI, 1430=ILS 1009) ci informa che appartenne a Caius Bellicus Natalis Tebanianus, console nell'87 e morto attorno al 110. La fronte del sarcofago (alta 0,78 metri) è decorata da un motivo a festoni, popolati da figure di scenette mitologiche. Di solito nei prototipi asiatici non esistevano questi richiami alla mitologia e si pensa che furono scelti per i gusto romano derivato dalla decorazione tradizionale delle are funerarie almeno dall'età flavia. Anche nella generazione successiva infatti i soggetti dei rilievi dei sarcofagi scolpiti continuarono ad essere i bassi fregi mitologici, i thiasos bacchici o marini, e gli eroti. 
L'esecuzione è molto accurata, secondo un sobrio classicismo attento alla composizione bilanciata nell'insieme. Simile è un sarcofago del Laterano, che viene attribuito alla stessa officina ed è più mosso e pittorico, databile a uno o due decenni dopo.